# Szamoa címere

Szamoa mai címere

Szamoa címere egy fehér színű földgömb vörös hosszúsági és szélességi körökkel, valamint zöld olajágakkal körülvéve. A földgömbön egy kék és fehér szegélyű vízszintesen  osztott pajzsot helyeztek el, amelynek felső része fehér, zöld hullámokkal és pálmafával, alsó része pedig kék, öt ötágú fehér csillaggal. Az embléma felső részén egy vörös kereszt utal a lakosság vallására. Alul egy fehér szalagra írták az ország mottóját: „Fa’avae Le Atua Samoa” (Isten alapította Szamoát). A jelenlegi címert 1962. január 1. óta használják. Az embléma az ENSZ jelképén alakul. 

## Galéria

Német Szamoa címere 1900 és 1914 között.
Az Új-Zélandról igazgatott Nyugat Szamoai Mandátumterület címere